# Latouche-Tréville (aviso)
Pour les articles homonymes, voir Latouche-Tréville (navire).
Le Latouche-Tréville est un aviso à voiles et à vapeur de la Marine française. 
Il a été conçu comme le D'Estaing par Louis Dutard pour le service sur les stations étrangères et pour diverses fonctions dans les eaux nationales (y compris la protection des pêches).
Il porte son nom en l'honneur de Louis-René-Madeleine de Latouche-Tréville, vice-amiral de la marine française du XVIIIe siècle.

## Histoire
Après sa mise en service, le Latouche-Tréville, affecté à la station navale française de l'océan Pacifique, voyage à Tahiti. Il revient à Brest le 27 janvier 1868 après avoir été désarmé le 23 février 1867.
Remis en service le 4 octobre 1868, le 18 février 1869, il entre en collision avec le paquebot Prince Pierre-Bonaparte, qui coule au large des îles d'Hyères faisant seize morts. Le Latouche-Tréville secourt une trentaine de personnes. Au moment de la collision, il ramenait le corps de Mehmed Fuad Pacha à Constantinople,.
Il sert au large de Terre-Neuve jusqu'au 15 octobre 1870, date à laquelle il est de nouveau désarmé.
Le 15 avril 1873, il entame sa troisième commission pour le service dans l'Atlantique Sud. En septembre 1881, il participe aux opérations au large de la Tunisie.
Sa carrière cesse le 5 juin 1886 et il est démantelé l'année suivante.